# Prosciurillus leucomus
Prosciurillus leucomus — вид гризунів родини Sciuridae. Вона є ендеміком Індонезії, де зустрічається на Сулавесі, островах Бутон, Муна, Кабеана та прилеглих островах на південний схід від Сулавесі.

## Спосіб життя
Інформації про спосіб життя мало. Вона мешкає в низинних та середньогірських гірських лісах, де, ймовірно, зустрічається переважно в пологах дерев. Раціон, імовірно, складається переважно з м’яких фруктів та комах.

## Характеристики
Її довжина голови та тіла становить приблизно від 16,5 до 18,8 сантиметрів. Хвіст має довжину приблизно від 14 до 19 сантиметрів, приблизно такої ж довжини, як і решта тіла. Колір спини тварин оливково-коричневий, іноді з оранжево-червоною, піщано-коричневою або чорною плямистістю. Характерними є білі або білувато-коричневі до сірих плям на шиї за вухами. Вуха чорні з верхнього боку з чітким чорним чубчиком, вохристі з внутрішнього боку. Нижній бік червонувато-коричневий або вохристий. Хвіст нечітко облямований чорними та піщано-коричневими смугами та закінчується чорною китицею.